# Clásica de San Sebastián 2015
Clásica de San Sebastián 2015 – 35. edycja jednodniowego wyścigu kolarskiego Clásica de San Sebastián odbyła się 1 sierpnia 2015. Start i meta wyścigu znajdowała się w San Sebastián.

## Uczestnicy
Na starcie tego klasycznego wyścigu stanęło 19 zawodowych ekip, siedemnaście drużyn jeżdżących w UCI World Tour 2015 i dwie profesjonalne ekipy zaproszone przez organizatorów z tzw. "dziką kartą".
Lista drużyn uczestniczących w wyścigu:
| Numery | Kod | Drużyna           |
| ------ | --- | ----------------- |
| 1-8    | MOV | Movistar Team     |
| 11-18  | KAT | Team Katusha      |
| 21-28  | SKY | Team Sky          |
| 31-38  | EQS | Etixx-Quick Step  |
| 41-48  | TTS | Team Tinkoff-Saxo |
| 51-58  | AST | Pro Team Astana   |
| 61-68  | BMC | BMC Racing Team   |
| 71-78  | OGE | Orica-GreenEDGE   |
| 81-88  | LAM | Lampre-Merida     |
| 91-98  | ALM | Ag2r-La Mondiale  |

| Numery  | Kod | Drużyna                    |
| ------- | --- | -------------------------- |
| 101-108 | FDJ | FDJ.fr                     |
| 111-118 | LTS | Lotto Soudal               |
| 121-128 | TRE | Trek Factory Racing        |
| 131-138 | GIA | Team Giant-Alpecin         |
| 141-148 | TCG | Team Cannondale-Garmin     |
| 151-158 | LTJ | Team LottoNL-Jumbo         |
| 161-168 | IAM | IAM Cycling                |
| 171-178 | CJR | Caja Rural-Seguros RGA     |
| 181-188 | COF | Cofidis, Solutions Crédits |

## Klasyfikacja generalna
| M-ce | Imię i nazwisko    | Kraj            | Drużyna                | Czas       |
| ---- | ------------------ | --------------- | ---------------------- | ---------- |
| 1.   | Adam Yates         | Wielka Brytania | Orica-GreenEDGE        | 5h 30' 22" |
| 2.   | Philippe Gilbert   | Belgia          | BMC Racing Team        | + 15"      |
| 3.   | Alejandro Valverde | Hiszpania       | Movistar Team          | + 15"      |
| 4.   | Daniel Moreno      | Hiszpania       | Team Katusha           | + 15"      |
| 5.   | Joaquim Rodríguez  | Hiszpania       | Team Katusha           | + 15"      |
| 6.   | Bauke Mollema      | Holandia        | Trek Factory Racing    | + 15"      |
| 7.   | Daniel Martin      | Irlandia        | Team Cannondale-Garmin | + 15"      |
| 8.   | Julian Alaphilippe | Francja         | Etixx-Quick Step       | + 15"      |
| 9.   | Warren Barguil     | Francja         | Team Giant-Alpecin     | + 15"      |
| 10.  | Rigoberto Urán     | Kolumbia        | Etixx-Quick Step       | + 15"      |